# سلول (فیلم ۲۰۰۰)
سلول (انگلیسی: The Cell) فیلمی در ژانر علمی–تخیلی به کارگردانی تارسم سینگ است که در سال ۲۰۰۰ منتشر شد.

## بازیگران
- جنیفر لوپز
- وینس وان
- وینسنت دن آفریو
- جیک وبر
- دیلن بیکر
- ماریان ژان-باپتیست
- جیک توماس
- موستا واندر
- کالتن جیمز
- دین نوریس
- پیتر سارسگارد
- پروییت تیلور وینس
- ونسا برنچ

## داستان
یک مامور FBI یک مددکار اجتماعی را تشویق میکند تا با استفاده از تکنولوژی جدیدی که در آن مهارت دارد، وارد ذهن یک قاتل سریالی شود و دریابد که او آخرین قربانی اش را در کجا مخفی کرده است...